# Comté de Montréal (Bas-Canada)
Le Comté de Montréal est un district électoral de la Chambre d'assemblée du Bas-Canada ayant existé de 1792 à 1838.

## Histoire
Son territoire correspond à l'île de Montréal, en excluant la ville de Montréal. Le Comté de Montréal est l'un des 27 districts électoraux instaurés lors de la création du Bas-Canada par l'Acte constitutionnel de 1791. Son territoire englobe toute l'île de Montréal, excepté la ville de Montréal. Il s'agit d'un district représenté conjointement par deux députés, parfois d’allégeances différentes. Il est suspendu de 1838 à 1841 en raison de la Rébellion des Patriotes. À partir de 1841, le district est conservé au sein du Parlement de la province du Canada.

## Liste des députés

### Siègeno1
| Années | Années      | Député                    | Parti       |
| ------ | ----------- | ------------------------- | ----------- |
|        | 1792 - 1796 | Joseph Papineau           | Canadien    |
|        | 1796 - 1800 | Jean-Marie Ducharme       | Canadien    |
|        | 1800 - 1804 | Joseph Papineau           | Canadien    |
|        | 1804 - 1808 | Benjamin Joseph Frobisher | Bureaucrate |
|        | 1808 - 1809 | Jean-Baptiste Durocher    | Canadien    |
|        | 1809 - 1810 | Jean-Baptiste Durocher    | Canadien    |
|        | 1810 - 1811 | Jean-Baptiste Durocher    | Canadien    |
|        | 1811 - 1814 | James Stuart              | Canadien    |
|        | 1814 - 1826 | James Stuart              | Canadien    |
|        | 1816 - 1820 | James Stuart              | Canadien    |
|        | 1820 - 1820 | Joseph Valois             | Canadien    |
|        | 1820 - 1824 | Joseph Valois             | Canadien    |
|        | 1824 - 1827 | Joseph Valois             | Canadien    |
|        | 1827 - 1830 | Joseph Valois             | Patriote    |
|        | 1830 - 1834 | Joseph Valois             | Patriote    |
|        | 1834 - 1838 | Côme-Séraphin Cherrier    | Patriote    |

### Siègeno2
| Années | Années      | Député               | Parti       |
| ------ | ----------- | -------------------- | ----------- |
|        | 1792 - 1796 | James Walker         | Bureaucrate |
|        | 1796 - 1800 | Étienne Guy          | Canadien    |
|        | 1800 - 1804 | Thomas Walker        | Bureaucrate |
|        | 1804 - 1808 | Louis Roy Portelance | Canadien    |
|        | 1808 - 1809 | Louis Roy Portelance | Canadien    |
|        | 1809 - 1810 | Louis Roy Portelance | Canadien    |
|        | 1810 - 1814 | Louis Roy Portelance | Canadien    |
|        | 1814 - 1816 | Augustin Richer      | Indépendant |
|        | 1816 - 1820 | Augustin Richer      | Indépendant |
|        | 1820 - 1820 | Joseph Perrault      | Canadien    |
|        | 1820 - 1824 | Joseph Perrault      | Canadien    |
|        | 1824 - 1827 | Joseph Perrault      | Canadien    |
|        | 1827 - 1830 | Joseph Perrault      | Patriote    |
|        | 1830 - 1831 | Joseph Perrault      | Patriote    |
|        | 1831 - 1832 | Dominique Mondelet   | Indépendant |
|        | 1835 - 1838 | André Jobin          | Patriote    |